# Lipotrapeza incurva
Lipotrapeza incurva is een zeekomkommer uit de familie Phyllophoridae.
De wetenschappelijke naam van de soort werd in 1988 gepubliceerd door Gustave Cherbonnier.